# Bandiera della Malaysia
La bandiera della Malaysia (in malese Jalur Gemilang, "Strisce di gloria") è la bandiera nazionale adottata il 16 settembre 1963. Ispirata alla bandiera statunitense, presenta strisce rosse-bianche alternate (la prima dall'alto è rossa) e un campo blu dove compaiono la mezzaluna e stella, simbolo dell'Islam, religione di Stato della Malaysia.
Sulla bandiera malese ci sono 14 strisce che rappresentano i 14 stati della Malaysia, similarmente, la stella ha 14 punte per lo stesso motivo. Il campo blu rappresenta l'unione del popolo malese, e il giallo della luna e della stella è il colore della famiglia reale.

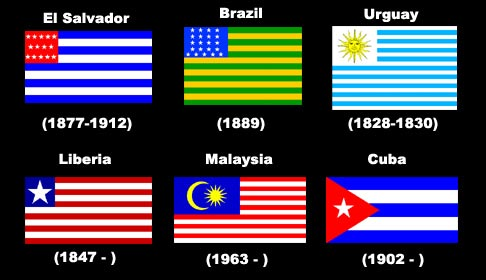
Bandiere ispirate a quella statunitense.

## Bandiere storiche

Bandiera del Regno di Sarawak (1870-1946)
Bandiera del Borneo del Nord, Protettorato britannico (1882-1948)
Bandiera del Borneo del Nord, Colonia della corona britannica (1948-1963)
Bandiera della Colonia del Sarawak (1946-1963)
Bandiera della Colonia di Labuan (1912-1946)
Bandiera degli Stabilimenti dello Stretto (1904-1925)
Bandiera degli Stabilimenti dello Stretto (1925-1946)
Bandiera della Colonia di Penang (1946-1949)
Bandiera della Colonia di Malacca (1946-1957)
Bandiera degli Stati malesi federati (1895-1946), dell'Unione malese (1946-1948) e della Federazione della Malesia (1948-1950)
Bandiera della Federazione della Malesia, analoga a quella attuale ma con differenti proporzioni (1950-1963)